# I siberiani
I siberiani (Сибиряки) è un film del 1940 diretto da Lev Vladimirovič Kulešov.